# Ржакса
Ржакса е селище от градски тип в западна Русия, Тамбовска област. Административен център на Ржакски район. Населението на града през 2018 година е 4288 души.